# William Cavendish, 6. vévoda z Devonshiru
William George Spencer Cavendish, 6. vévoda z Devonshiru (William George Spencer Cavendish, 6th Duke of Devonshire, 6th Marquess of Hartington, 9th Earl of Devonshire, 9th Baron Cavendish of Hardwick, 7th Baron Clifford, 2nd Baron Cavendish of Keighley) (21. května 1790, Paříž – 18. ledna 1858, Hardwick Hall, Derbyshire, Anglie) byl britský šlechtic, politik, dvořan a diplomat. Od roku 1811 byl s titulem vévody členem Sněmovny lordů, kde se uplatnil jako stoupenec strany whigů. Dvakrát zastával funkci lorda nejvyššího komořího (1827–1828 a 1830–1834), kromě toho se angažoval jako mecenáš věd a umění. Patřil k nejbohatším pozemkovým vlastníkům v Anglii a Irsku, patřilo mu přibližně 80 000 hektarů půdy s několika hrady a zámky.

## Životopis

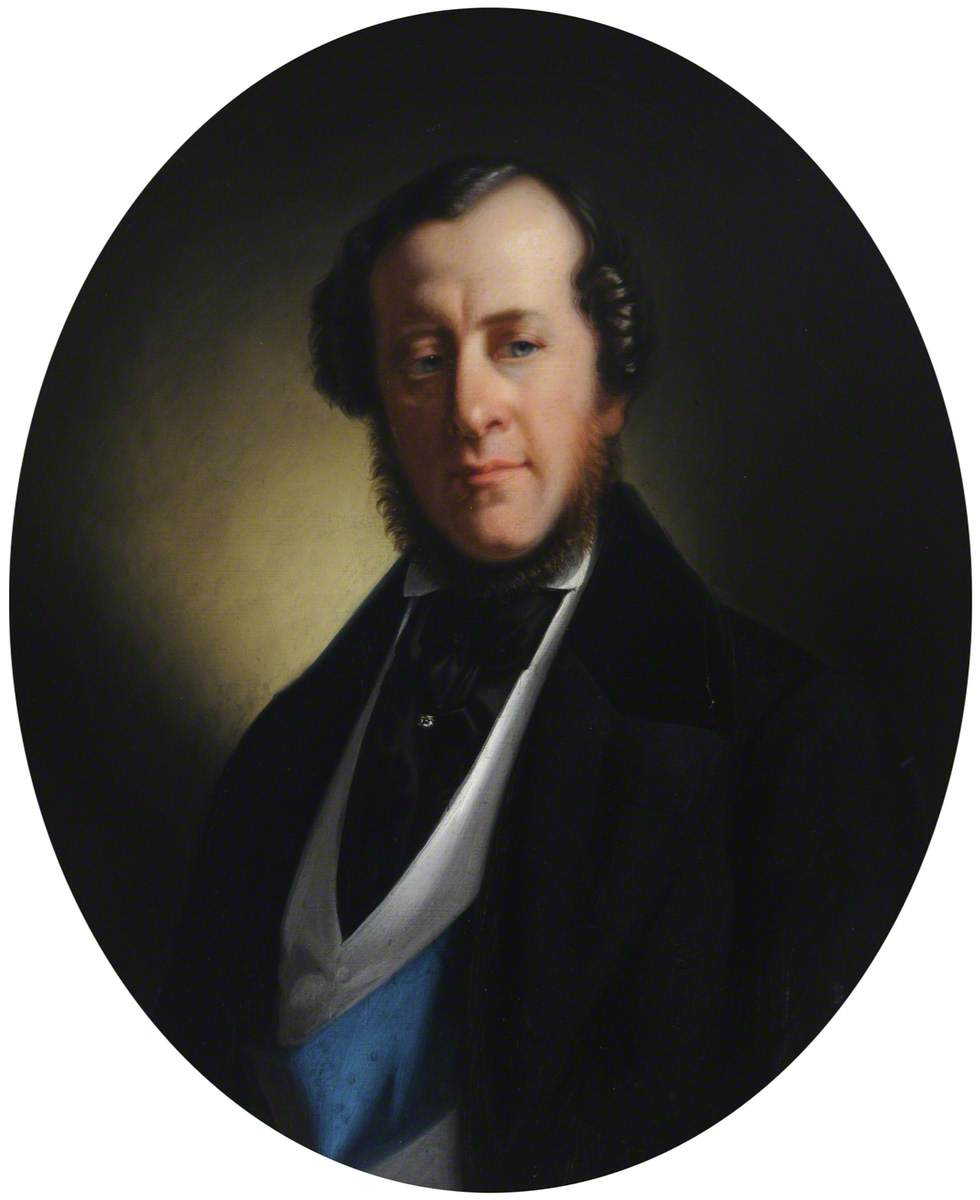
Portrét 6. vévody z Devonshiru (sbírky National Trust)

Pocházel z významné šlechtické rodiny Cavendishů, narodil se v Paříži jako jediný syn 5. vévody z Devonshiru (1748–1811) a jeho první manželky Georgiany, rozené Spencerové (1757–1806). Jako otcův dědic užíval od narození titul markýz z Hartingtonu. Středoškolské vzdělání absolvoval v Harrow School, poté studoval na univerzitě v Cambridge. V jednadvaceti letech zdědil po otci titul vévody z Devonshire spolu s rozsáhlými statky v několika anglických hrabstvích, Irsku a nemovitosti v Londýně. Zároveň se stal členem Sněmovny lordů, kde se v rodinné tradici připojil ke straně whigů. Jeho pozemky měly rozlohu přes 80 000 hektarů půdy, přes obrovské bohatství musel ale řadu let splácet dluhy zděděné po matce. Kromě toho po otci převzal v rodině tradiční a víceméně čestnou funkci lorda-místodržitele v hrabství Derby (1811–1858). Po napoleonských válkách absolvoval kavalírskou cestu po Evropě.

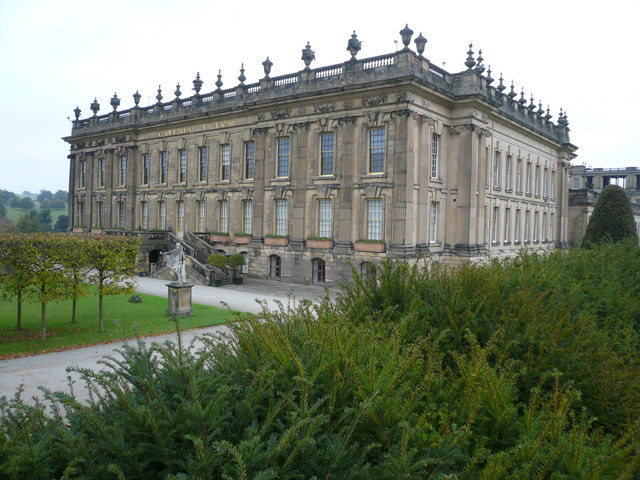
Zámek Chatsworth House, (Derbyshire), hlavní sídlo 6. vévody z Devonshiru

V roce 1826 byl pověřen zvláštní diplomatickou misí do Ruska, kde reprezentoval Spojené království na korunovaci cara Mikuláše I. Tato diplomatická cesta s sebou přinesla vysoké náklady 26 000 liber, během pobytu v Petrohradě obdržel od ruského cara Řád sv. Ondřeje a Řád sv. Alexandra Něvského. Po návratu do Anglie získal Podvazkový řád a v rámci Canningovy vlády zastával funkci lorda nejvyššího komořího (1827–1828), v roce 1827 byl zároveň jmenován členem Tajné rady. Podruhé byl nejvyšším komořím v Greyově vládě v letech 1830–1834. I když se veřejným aktivitám a politice věnoval jen sporadicky, proslul mimo jiné tím, že v roce 1832 jako jeden z mála příslušníků nejvyšší šlechty podpořil ve Sněmovně lordů volební reformu (Reform Act 1832). Vzhledem ke svému postavení mezi nejvyšší britskou šlechtou byl také pověřen významnými ceremoniálními úkoly při korunovaci krále Jiřího IV. (1821) a královny Viktorie (1838).
Měl široké spektrum zájmů, byl mimo jiné významným mecenášem umění, zajímal se také o zahradnictví, botaniku a stál u zrodu několika institucí muzejního charakteru. Z mnoha sídel na svých statcích upřednostňoval zámek Chatsworth House v hrabství Derbyshire, který nechal průběžně upravovat. Zůstal svobodný, ale z mládí jsou doloženy blízké kontakty na několik žen. Nejznámější je poměr se sestřenicí Caroline (1785–1828) z rodu Ponsonbyů, provdanou později za premiéra 2. vikomta Melbourne. Soukromou korespondenci s mnoha dalšími ženami zlikvidovali ve druhé polovině 19. století jeho dědicové.
Titul vévody a rodový majetek po něm zdědil vzdálený bratranec William Cavendish, dosavadní 2. hrabě z Burlingtonu (1808–1891).
Švagry 6. vévody z Devonshiru byli významní politici Granville Leveson-Gower, 1. hrabě Granville (1773–1846) a George Howard, 6. hrabě z Carlisle (1773–1848).